# Ataque bioterrorista osho (1984)
El ataque bioterrorista osho de 1984 consistió en la intoxicación de 751 personas mediante la contaminación deliberada con salmonella del bufé de ensaladas de diez restaurantes en la localidad estadounidense de The Dalles, Oregón; el atentado fue realizado por la cúpula de un grupo de seguidores de Osho, conocido en esa época como Bhagwán Sri Rashnísh, que esperaban incapacitar a la población de votantes de la ciudad para que sus propios candidatos ganaran las elecciones del condado de Wasco en 1984.
El incidente fue el primer ataque bioterrorista y el de mayor envergadura de la historia de los Estados Unidos hasta el momento.
El ataque es uno de los dos únicos casos de terrorismo con armas biológicas con intención de dañar a seres humanos.
Tras haber obtenido el control político de Antelope (Oregón), los seguidores de Osho establecidos en las cercanías de Rashnishpuram (estado de Oregón), quisieron hacerse con dos de los tres puestos del distrito judicial del condado de Wasco en las elecciones del noviembre de 1984. Temiendo que no ganarían suficientes votos los delegados de Rashnishpuram decidieron incapacitar a los votantes de The Dalles, el núcleo más poblado del condado de Wasco. El agente biológico escogido fue la salmonela entérica tyfimurium, que primero se colocó en los vasos de agua de dos comisionados del condado y luego, aumentando la escala, en los bufés de ensaladas y sus aliños de los restaurantes de la localidad.
Como resultado del ataque, 751 personas contrajeron la salmonelosis; 45 de ellas fueron hospitalizadas. No hubo víctimas mortales. A pesar de que en las primeras investigaciones del Departamento de Servicios Humanos de Oregón y los Centros para el Control y Prevención de Enfermedades no se descartó la idea de una contaminación deliberada, no se descubrió la fuente real de la contaminación hasta un año después. El 28 de febrero de 1985 el congresista James H. Weaver dio un discurso en la Cámara de Representantes de los Estados Unidos en donde acusó a los rashnish de rociar el cultivo de salmonella sobre los ingredientes del mostrador de ensaladas en ocho restaurantes.
En una rueda de prensa en septiembre de 1985, Osho acusó a muchos de sus seguidores de estar involucrados en esto y otros delitos, incluido un plan de asesinato abortado a un fiscal estadounidense; y pidió a las autoridades estatales y federales que investigaran.
David B. Frohnmayer ―fiscal general del estado de Oregón― estableció una comisión interinstitucional integrada por la policía estatal de Oregón y el FBI, y consiguieron una orden de registro para Rashnishpuram. Se encontró una muestra de la bacteria que coincidía con el contaminante que había enfermado a los residentes de la ciudad en un laboratorio médico de Rashnishpuram. Dos de los principales administradores de la comuna fueron procesados y condenados a 29 meses de reclusión en una prisión federal de mínima seguridad.

## Planificación

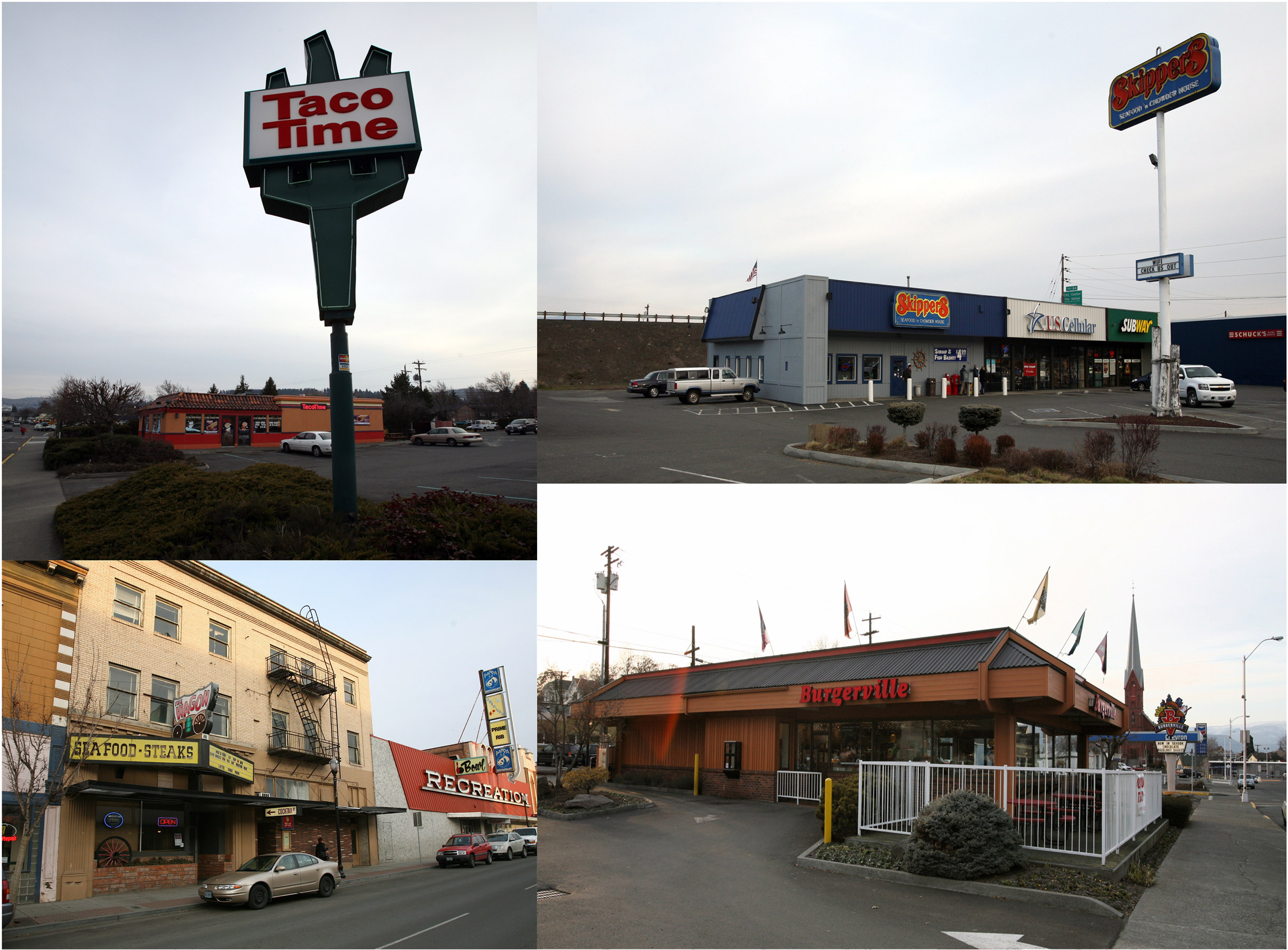
Cuatro de los restaurantes de The Dalles afectados por el ataque terrorista.

Varios miles de seguidores de Osho se habían trasladado hacia el rancho Big Muddy, en la zona rural del condado de Wasco (Oregón), y establecieron una población llamada Rashnishpuram.
Tomaron el control político de la pequeña y cercana localidad de Antelope (Oregón) (población: 75), cuyo nombre cambiaron a Rajneeshpuram (pronunciado [rashnísh púram]).
El grupo había comenzado con buenas relaciones con la población local, pero las relaciones pronto se enturbiaron debido a la respuesta poco entusiasta de la población local a la expansión de la comuna.
Tras haberse negado los permisos de construcción en Rashnishpuram, los dirigentes de la comuna buscaron obtener el control político sobre el resto del condado influyendo en las elecciones del condado en noviembre de 1984.
El objetivo era hacerse con dos de los tres puestos del distrito judicial del condado de Wasco, y la oficina del alguacil.
Entre sus intentos de alterar las elecciones incluyeron el programa Share-a-Home (‘comparte un hogar’), con el que trajeron a Rashnishpuram miles de personas sin hogar para así inflar el censo electoral con nuevos votantes partidarios de la comuna.
El condado contraatacó este intento aplicando una norma que exigía que todos los nuevos votantes presentaran sus certificados en el momento de registrarse para votar.
Entonces la dirección de la comuna planeó enfermar e incapacitar a los votantes de The Dalles (Oregón), lugar donde residían la mayoría de los votantes, como parte de sus planes para manipular las elecciones.
Aproximadamente doce personas estuvieron implicadas en la conspiración para emplear agentes biológicos, y al menos once en el proceso de planificación.
Aparentemente no más de cuatro personas estuvieron involucradas en el desarrollo de las bacterias en el laboratorio médico de Rashnishpuram, aunque no todos ellos necesariamente estaban al tanto de su fin.
Y al menos ocho personas estaban involucradas con la distribución de la bacteria.
Los principales artífices del atentado fueron Shila Silverman (Ma Anand Shila), la principal lugarteniente de Rashnísh, y Diane Yvonne Onang (Ma Anand Puja), una enfermera comunitaria, tesorera y secretaria de la corporación médica de Rashnísh.
La salmonella fue comprada en una compañía de suministros médicos de Seattle, Washington, y cultivada en laboratorios ubicados en la comuna.
La contaminación de las barras de ensaladas fue considerada como un «experimento».
El grupo también intentó introducir patógenos en el suministro de agua de The Dalles.
Si hubieran tenido éxito, se hubieran usado las mismas técnicas el día anterior a las elecciones.
Esta segunda parte del plan nunca fue puesta en práctica, porque la comuna decidió retirar su candidato de las elecciones cuando quedó claro que no se permitiría votar a aquellos que habían sido traídos con el programa Comparte un Hogar.

## Intoxicación con salmonella

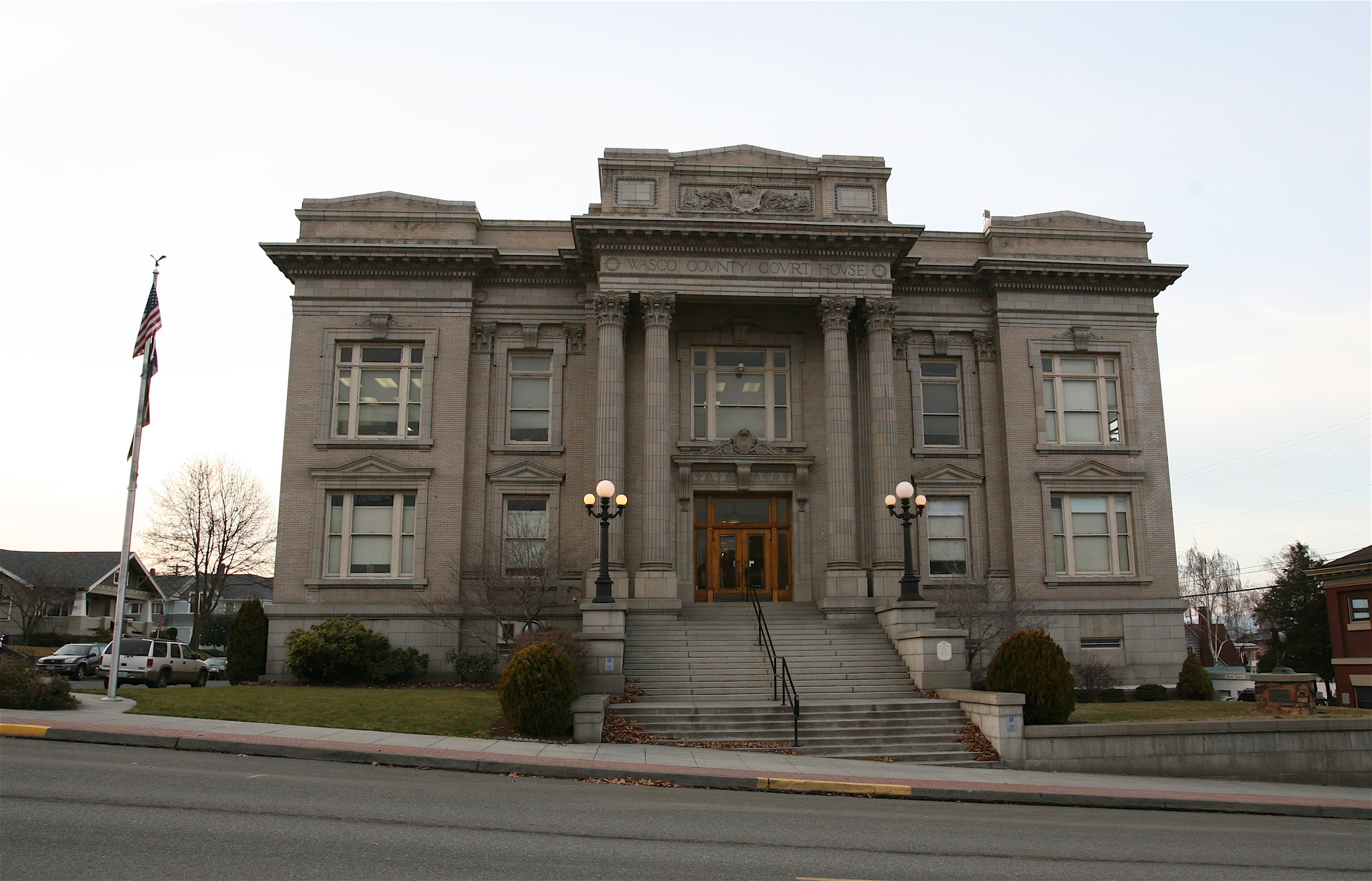
Los responsables rociaron los contaminantes de salmonella sobre las superficies del Palacio de Justicia del condado de Wasco.

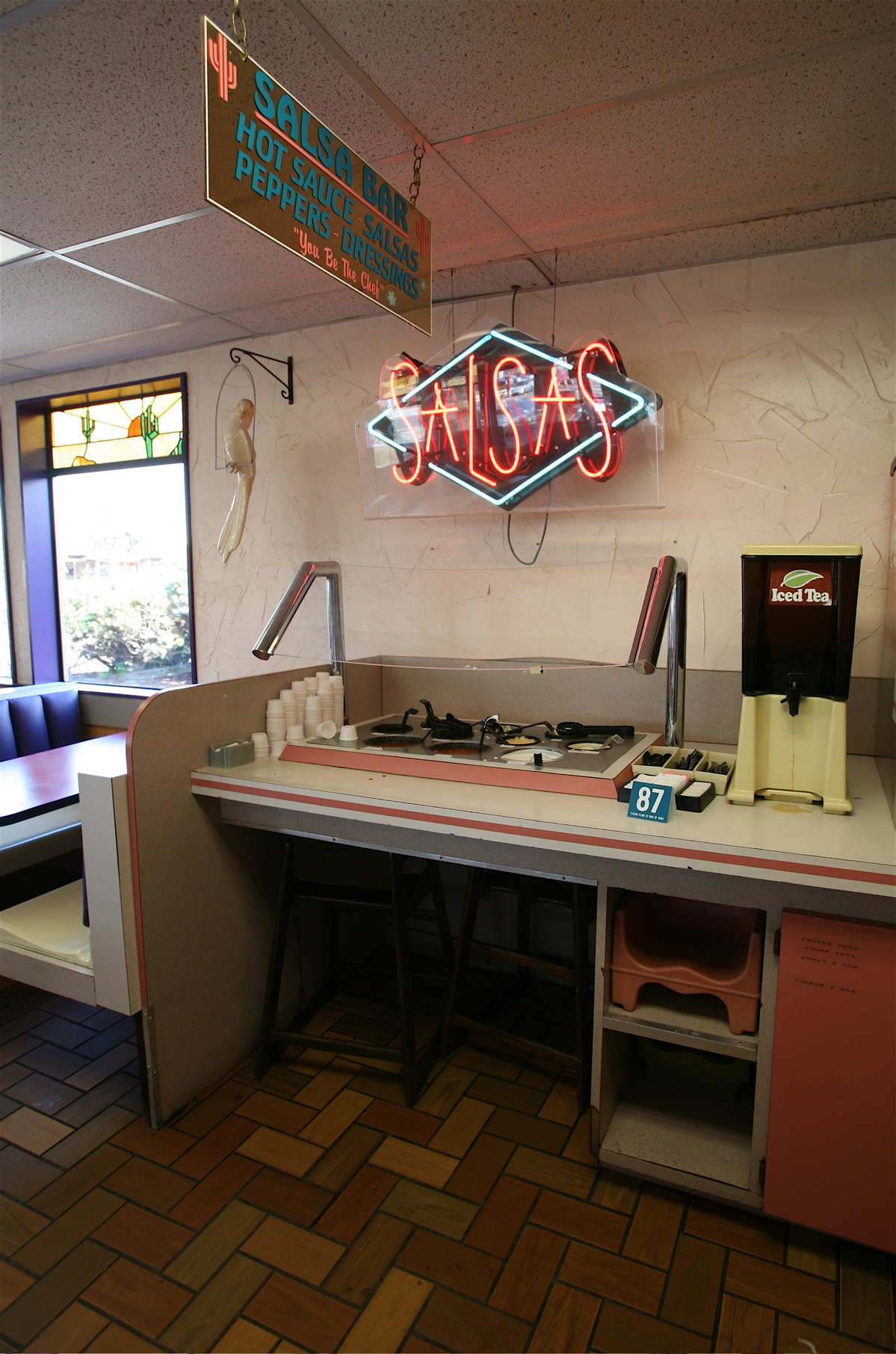
Bufé de ensaladas de Taco Time, en The Dalles.

El 29 de agosto de 1984 dos comisionados del condado de Wasco que visitaron Rashnishpuram fueron intoxicados mediante vasos de agua que contenían la bacteria de la salmonella.
Como resultado ambos hombres cayeron enfermos, y uno fue hospitalizado.
Posteriormente miembros del equipo de Shila esparcieron la salmonella en las tiendas de comestibles, en los pomos de las puertas y wáteres del Palacio de Justicia del condado, pero no obtuvieron los resultados esperados.
En septiembre y octubre de 1984 contaminaron con salmonella los expositores de ensaladas de 10 restaurantes locales, infectando a 75 personas.
Recibieron tratamiento hospitalario 45 personas y todas sobrevivieron.
La táctica principal de distribución consistía en que un miembro ocultara una bolsa de plástico que contenía un líquido de color marrón claro con la bacteria de la salmonella y los esparciera, ya sea sobre la comida en los expositores del bufé de ensaladas, o vertiendo su contenido en los aliños de las ensaladas.
Los responsables se referían al líquido contaminante como «salsa».
El 24 de septiembre de 1984 cayeron enfermas repentinamente 151 personas.
Para el 31 de septiembre habían sido documentados 751 casos de gastroenteritis aguda. Los resultados de laboratorio mostraron que todas las víctimas habían sido infectadas con la Salmonella entérica typhimurium.
Los síntomas incluían diarrea, fiebre, tos, náuseas, vómitos, dolores de cabeza, dolor abdominal y deposiciones con sangre.
Las víctimas eran de todas las edades, desde niños recién nacidos dos días después de la infección de sus madres (a los que inicialmente se les dio un 5 % de probabilidades de supervivencia), hasta personas de 87 años de edad.
Los residentes locales sospecharon que los seguidores de Rashnísh estaban detrás del envenenamiento, lo que produjo aglomeraciones de gente acudiendo a votar el día de las elecciones para impedir que los rashnish ganaran alguno de los puestos a los que aspiraban, con lo que el plan terrorista fracasó.
Finalmente los rajnishes retiraron su candidato de las votaciones del noviembre de 1984.
Solo votaron 239 de los 7000 miembros de la comuna.
El brote de salmonella costó cientos de miles de dólares a los restaurantes locales y las autoridades sanitarias cerraron los bufés de ensaladas de los establecimientos afectados.
Algunos residentes no salían solos por temor a más ataques.
Un residente declaró: «La gente estaba tan horrorizada y asustada. Las personas no salían, no salían solos. Las personas se estaban convirtiendo en reclusos».

## Investigación
Agentes e investigadores de varias agencias fueron enviados a The Dalles para investigar la causa del brote.
El Dr. Michael Skeels, por aquel entonces director del laboratorio de salud pública, explicó que el incidente provocó una gran investigación de salud pública porque era «el brote más grande relacionado con los alimentos de los Estados Unidos en 1984».
La investigación identificó a la bacteria responsable como salmonella entérica typhimurium y concluyó que el brote se debió a la mala higiene personal de los que manipulaban los alimentos, ya que los trabajadores que preparaban los alimentos habían caído enfermos antes que los propietarios y los clientes.
El congresista Demócrata James H. Weaver continuó investigando porque creía que la explicación oficial no se adecuaba a los hechos.
Así que contactó con médicos del CDC y otras agencias, y les instó a investigar Rashnishpuram.
Según el libro Charisma and Control in Rajneeshpuram (‘carisma y control en Rajnishpuram’) de Lewis F. Carter, «tomaron su preocupación» como paranoica, o como un ejemplo más del acoso que los rajnishes sufrían habitualmente.
El 28 de febrero de 1985 Weaver dio un discurso en la Cámara de Representantes de los Estados Unidos donde acusó a los rajnishes de rociar el cultivo de salmonella sobre los ingredientes de los bufés de ensaladas de ocho restaurantes.
Como los acontecimientos posteriores demostraron, Weaver presentó una acusación bien argumentada, y aunque solo se basaba en pruebas circunstanciales, esos elementos circunstanciales fueron confirmados varios meses después por las pruebas cuando los investigadores tuvieron acceso a Rajnishpuram.

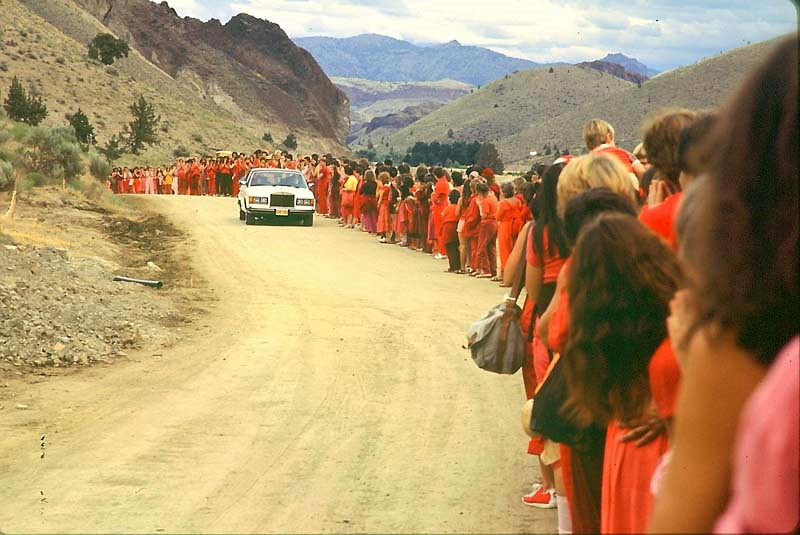
Osho (Bhagwan Shri Rajnísh) en su lujoso Rolls-Royce siendo saludado por sus sanniasins en Rajnishpuram (1982).

En la semana del lunes 16 de septiembre de 1985, Rajnísh, que había salido recientemente de un período de cuatro años de silencio público y aislamiento autoimpuesto en la comuna, convocó conferencias de prensa donde declaró que Shila y 19 dirigentes de la comuna, incluyendo a Puja, habían dejado Rajnishpuram ese fin de semana y se habían ido a Europa.
Después de su marcha dijo que él había recibido información de los residentes de que Shila y su equipo había cometido una serie de graves delitos.
Calificándoles de una "banda de fascistas", dijo que habían intentado envenenar a su médico personal y a su compañera, y al fiscal de distrito del condado de Jefferson (Oregón), además de contaminar el sistema de agua en The Dalles.
Añadió que creía que habían envenenado al comisionado del estado y al juez William Hulse, y que eran los responsables del foco de salmonella que había afectado The Dalles., e invitó a las autoridades estatales y federales a acudir al rancho y seguir las investigaciones.
Sus acusaciones fueron recibidas inicialmente con escepticismo por los observadores externos.
David B. Frohnmayer (fiscal general de Oregón) creó un grupo investigador formado con la policía local y la estatal, el FBI, la oficina del alguacil, el Servicio de Inmigración y Naturalización y la Guardia Nacional que estableció su sede en el rancho para investigar las denuncias.
Sintiendo que necesitarían una mayor autoridad para realizar una búsqueda eficaz, y temiendo que las pruebas se destruyeran, ellos obtuvieron una orden de registro y requerimientos judiciales. Entraron en el rancho 50 investigadores el 2 de octubre de 1985.
El Dr. Michael R. Skeels (director del Laboratorio de Salud Pública del Estado de Oregón) encontró frascos de vidrio que contenían cultivos de salmonella en el laboratorio de una clínica médica de Rajnishpuram.
Los análisis en los laboratorios del CDC en Atlanta confirmaron que la cepa de la bacteria de la clínica era exactamente igual a la de aquellas que enfermaron a las personas que comieron en los restaurantes locales.
En 1984 y 1985 la investigación también reveló otros experimentos anteriores con venenos, productos químicos y bacterias.
El Dr. Skeels describió el escenario de la clínica como «una planta de producción de agentes bacteriológicos a gran escala».
Los investigadores encontraron una copia del The Anarchist Cookbook, y más libros sobre la creación y uso de explosivos y guerra biológica.
Los investigadores pensaron que también se habían realizado atentados similares en otras ciudades de Oregón, como Salem y Portland.
De acuerdo a los testimonios los conspiradores se ufanaron de que habían atacado a una residencia de ancianos y a un bufé de ensaladas en el Mid-Columbia Medical Center, pero ninguno de tales atentados se probaron judicialmente.
Como resultado de la investigación contra el bioterrorismo, las autoridades descubrieron que hubo un plan abortado de los rajnishes para asesinar al exfiscal del estado de Oregón.

## Juicio

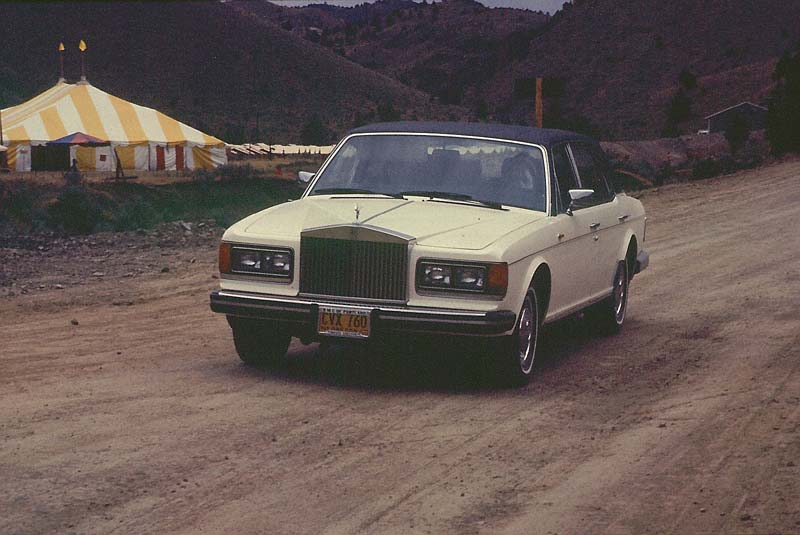
Osho (Bhagwan Shri Rajnísh) conduciendo uno de sus automóviles Rolls-Royce en 1982. De acuerdo a KD (/keidí/, Swami Krishna Deva), el alcalde de Rajnishpuram, Shila declaró haber discutido el complot con Rajnísh, pero esto nunca fue demostrado.

El alcalde de Rajnishpuram, David Berry Knapp (conocido como Swami Krishna Deva o KD), declaró como testigo y dio cuenta de su conocimiento sobre el ataque de la salmonella al FBI.
Aseguró que Shila había dicho que había conversado con Rajnísh sobre el complot para reducir el número de votantes de The Dalles enfermando a la gente. Shila dijo que Rajnísh había comentado que era mejor no herir a los votantes, pero que si morían unos pocos no había por qué preocuparse.
En Germs: biological weapons and America's secret war de Miller, esta declaración se le atribuye a Shila:
Según el testimonio de KD (Swami Krishna Deva), ella puso para los incrédulos una cinta de la voz de Rajnísh, que apenas se podía oír, diciendo que "si era necesario hacer cosas para preservar [su] visión, entonces que se haga" y ella interpretó que esto quería decir que matar a las personas en su nombre estaba bien, diciendo a los incrédulos "no hay por qué preocuparse" si unas pocas personas tuvieran que morir.
La investigación puso al descubierto una factura del 25 de septiembre de 1984 de la American Type Culture Collection por la compra de microbios, que mostraba un encargo recibido por el laboratorio de Rajnishpuram para la Salmonella Typhi, la bacteria que causa una enfermedad que amenaza la vida, la fiebre tifoidea.
Según un estudio publicado en 1994 en la revista Sociology of Religion (Sociología de la Religión), «la mayoría de los sanniasins señalaron que ellos creían que Rajnísh sabía de todas las actividades ilegales de Ma Anand Shīla».
La periodista Frances FitzGerald escribió en Cities on a Hill (‘ciudades en una colina’) que la mayoría de los seguidores de Rajnísh creían que él era incapaz de hacer o de consentir la violencia contra otra persona, y que casi todos pensaban que la responsabilidad criminal tenía que recaer en Shila.
Carus escribió en Toxic Terror (‘terror tóxico’) que «no había manera de saber en qué medida participó Rajnísh en la verdadera toma de decisiones. Sus seguidores creían que él estaba involucrado en cada decisión importante que Shila hacía, pero esas alegaciones nunca se pudieron probar».
Rajnísh insistió en que Shila, quien dijo que era la única fuente de información durante el periodo de su aislamiento, utilizó su posición para imponer un "estado fascista" sobre la comuna.
Él reconoció que la clave de las acciones de Shila fue su silencio.
El 27 de octubre de 1985, Rajnísh se marchó de Oregón en avión, y fue arrestado cuando aterrizó en Charlotte (Carolina del Norte). Se le acusó de 35 cargos por violar las violaciones de las leyes de inmigración.
Como parte del pacto al que llegó con la fiscalía se declaró culpable de dos cargos por falsa declaración ante funcionarios de inmigración.
Recibió una condena de 10 años de libertad condicional y una multa de 400 000 dólares estadounidenses y fue deportado y se le prohibió volver a los Estados Unidos por un periodo de 5 años.
Nunca fue procesado de los delitos relacionados con el envenenamiento de salmonella.
Ma Anand Shila y Ma Anand Puja fueron arrestadas en Alemania el 28 de octubre de 1985.
Después de prolongadas negociaciones fueron extraditadas a los Estados Unidos y llegaron a Portland el 6 de febrero de 1986.
Fueron acusadas por el intento de asesinato del médico personal de Rajnísh, asalto en primer grado por envenenamiento al juez, asalto en segundo grado por el envenenamiento al comisionado Raymond Mattews de The Dalles, y manipulación de productos por los envenenamiento en The Dalles, así como de las escuchas telefónicas y delitos de inmigración.
La oficina del fiscal llevó el procesamiento por los casos de envenenamiento en los 10 restaurantes, y la oficina del fiscal general de Oregón procesó los casos de envenenamiento del comisionado Matthews y el juez Huls.
El 22 de julio de 1986, ambas mujeres se acogieron a una maniobra legal conocida como Declaración de Alford por el envenenamiento de salmonella y otros cargos, y recibió condenas de entre tres y 20 años, que podían ser cumplidas simultáneamente. Shila fue sentenciada a 20 años por el intento de asesinato del médico personal de Rajnísh, 20 años por asalto en segundo grado en el envenenamiento de salmonella, 10 años por asalto en segundo grado por el envenenamiento del comisionado Matthews, 4.5 años por su complicidad en el envenenamiento de salmonella, 4.5 años por conspiración de escuchas ilegales, y 5 años de libertad condicional por fraude de inmigración (64 años en total). Anand Puja recibió 15, 15, 7.5, y 4.5 años, respectivamente (42 años en total), por su participación en los cuatro delitos anteriores, así como tres años de libertad condicional por conspiración de escuchas ilegales.
Las dos fueron liberadas por su buen comportamiento, después de cumplir 29 meses de sus condenas en una prisión federal de mínima seguridad.
Shila fue deportada, y pasó a dirigir dos residencias para personas mayores en Suiza.

## Repercusiones
Los rajnishes cometieron los delitos más importantes de su tipo en la historia de los Estados Unidos... El mayor incidente de matrimonios falsos, la trama de escuchas telefónicas y espionaje más masivo, y el mayor envenenamiento en masa.
David B. Frohnmayer (fiscal general de Oregón)

El diario The Oregonian publicó una serie de 20 capítulos sobre el movimiento de Rajnísh, comenzando en junio de 1985, la cual incluyó una investigación sobre el incidente de la salmonella.
Como resultado de una investigación complementaria, The Oregonian se enteró de que Leslie L. Zaitz, uno de sus periodistas investigadores, había sido colocado en el número tres de la lista negra del grupo de Shila, compuesta por 10 personas.
Después el fiscal general de Oregón, David B. Frohnmayer, comentó sobre el incidente del envenenamiento y otros actos perpetrados por el grupo que: «Los rajnishes cometieron los delitos más importantes de su tipo en la historia de los Estados Unidos... El mayor incidente de matrimonios falsos, la trama de escuchas telefónicas y espionaje más masivo, y el mayor envenenamiento en masa».

Hemos perdido nuestra inocencia en esto... Realmente aprendimos a ser más desconfiados... El primer ataque biológico significativo en una comunidad de Estados Unidos no se llevó a cabo por terroristas extranjeros que hicieron contrabando dentro de Nueva York, sino por residentes legales de una comunidad estadounidense. La próxima vez que esto suceda podría ser con agentes biológicos más letales... En salud pública realmente no estamos listos para enfrentarnos a eso.
Dr. Michael R. Skeels (director del Laboratorio de Salud Pública del Estado de Oregón)

Milton Leitenberg citó en la obra Assessing the biological weapons and bioterrorism threat (‘evaluación de armas biológicas y la amenaza del bioterrorismo’), de 2005, «aparentemente no existe otro grupo 'terrorista' que se conozca que haya cultivado con éxito algún patógeno».
Investigadores federales y estatales solicitaron que durante 12 años los detalles del incidente no fueran publicados en la Revista de la Asociación Médica Americana (JAMA), porque temían que una descripción de los acontecimientos pudiera provocar emulaciones delictivas, y la JAMA aceptó.
Posteriormente no hubo ataques o bulos, y un informe detallado del incidente y la investigación fue publicado en JAMA en 1997.
Un análisis empírico de 1999 en la revista Emerging Infectious Diseases (Enfermedades Infecciosas Emergentes) publicado por la CDC describió seis factores motivacionales asociados al bioterrorismo, que incluyen: un liderazgo carismático, sin partidarios fuera del grupo mismo, una ideología apocalíptica, un grupo separado o independiente, sentido de paranoia y grandiosidad, y una agresión defensiva.
Según el artículo, el culto de Rajnísh cumple todos los factores motivacionales excepto por una «ideología apocalíptica».
Un análisis en el libro Cults, Religion and Violence (Cultos, Religión y Violencia) discute la relación con el liderazgo carismático, señalando que en este y otros casos, fueron los lugartenientes de la organización quienes desempeñaron un papel fundamental en la iniciación hacia la violencia.
Atribuyéndolo más al contexto que a una opinión carismática decisiva, los autores sostienen que la atribución de tales resultados a la personalidad de un solo individuo, incluso a un individuo carismático, por lo general esconde un campo mucho más complejo de relaciones sociales.

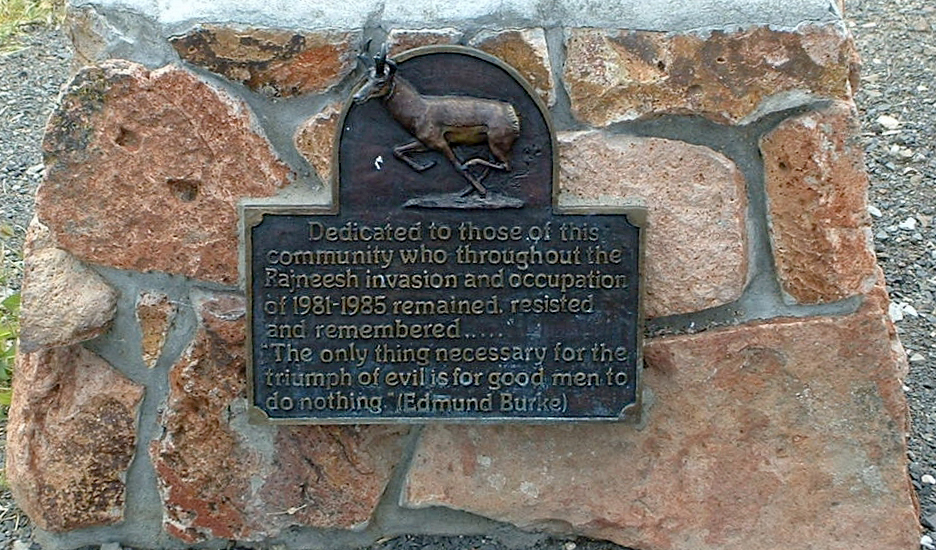
Una placa en la oficina de correos de Antelope conmemora la resistencia local a la «invasión de Rajnísh».

Los medios de comunicación volvieron a hacerse eco de estos incidentes durante los Ataques con carbunco en 2001 en los Estados Unidos.
La publicación en 2001 de Germs: Biological Weapons and America's Secret War (Gérmenes: Armas Biológicas y Guerra Secreta en los Estados Unidos) de Judith Miller, que contenía una descripción analítica y detallada de los acontecimientos, trajeron de vuelta el debate sobre el incidente a las noticias.
Los residentes de The Dalles comentaron que ellos tienen un entendimiento sobre cómo el bioterrorismo puede ocurrir en los Estados Unidos.
El incidente había propagado terror en la comunidad, y agotó la economía local.
Todos menos uno de los restaurantes afectados cerraron el negocio.
En 2005, el Departamento de Propiedades del Estado de Oregón acordó vender 480 acres (1,94 km²) del condado de Wasco, incluyendo Rajnishpuram, a la organización para jóvenes Young Life, con sede en Colorado.
El 18 de febrero de 2005, el canal de televisión Court TV emitió un episodio del programa Forensic Files (‘Archivos forenses sobre el incidente, titulado «Bio-attack: Oregon cult poisonings»’) (‘ataque biológico: envenenamientos de la secta de Oregón’ (buscar video en YouTube: DETECTIVES MÉDICOS - ATAQUE BIOLÓGICO).
El brote de la salmonelosis también fue tratado en los medios cuando se produjo el brote de Escherichia coli O157:H7 en Estados Unidos, en 2006.
El libro Emerging Infectious Diseases: Trends and Issues (‘enfermedades infecciosas emergentes: tendencias y problemas’) cita el ataque bioterrorista rajnishe de 1984, junto con los atentados del grupo Aum Shinrikyō que usaron carbunco y otros agentes, como ejemplos en contra de la creencia de que «solamente grupos con el apoyo de un estado extranjero tienen los recursos para realizar un acto de bioterrorismo creíble».
Según Deadly Cultures: Biological Weapons Since 1945 (‘cultivos mortales: armas biológicas desde 1945’), esos son los únicos dos usos confirmados de armas biológicas con fines terroristas para dañar a los humanos.
Este incidente fue el ataque bioterrorista de mayor dimensión en la historia de los Estados Unidos.
En el capítulo titulado «Influencing an election: America's first modern bioterrorist attack» (‘cómo influenciar una elección: primer ataque bioterrorista moderno en Estados Unidos’) en su libro Terrorism on American soil: a concise History of plots and perpetrators from the famous to the forgotten (‘terrorismo en suelo estadounidense: una historia concisa de conspiraciones y perpetradores, desde los famosos hasta los olvidados), de 2006, el autor Joseph T. McCann concluye que:

En todos los aspectos, el envenenamiento por salmonella llevado a cabo por los miembros del culto fue un ataque bioterrorista importante, que por suerte fracasó en lograr su meta final y resultó en ninguna muerte.
Joseph T. McCann

## Lectura adicional
- Bernett, Brian C. (diciembre de 2006). U.S. Biodefense and Homeland Security Toward Detection and Attribution (PDF). United States Navy. pp. Páginas 13-35: "The Rajneeshee Cult Biological Attacks". Archivado desde el original el 29 de febrero de 2008. Consultado el 18 de marzo de 2008.
- Carter, Lewis F.; Ernest Q. Campbell, contributor (1990). Charisma and Control in Rajneeshpuram. Cambridge University Press. pp. Páginas 202-257. ISBN 0-521-38554-7.
- Carus, W. Seth (2002). Bioterrorism and Biocrimes (PDF). The Minerva Group, Inc. pp. Páginas 50-55. ISBN 1-4101-0023-5. Archivado desde el original el 29 de febrero de 2008. Consultado el 18 de marzo de 2008.
- Entis, Phyllis (2007). Food Safety: Old Habits, New Perspectives. Blackwell Publishing. pp. Páginas 244-246: "Salad Days in The Dalles". ISBN 1-55581-417-4.
- FitzGerald, Frances (1987). Cities on a Hill. Simon & Schuster. ISBN 0-671-55209-0.
- Garrett, Laurie (2000). Betrayal of Trust: The Collapse of Global Public Health. New York: Hyperion. pp. Páginas 540–541, 544. ISBN 0-7868-8440-1.
- McCann, Joseph T. (2006). Terrorism on American Soil: A Concise History of Plots and Perpetrators from the Famous to the Forgotten. Sentient Publications. pp. Pages 151–158 – "Influencing An Election: America's First Modern Bioterrorist Attack". ISBN 1-59181-049-3.
- Miller, Judith; Broad, William; Engelberg, Stephen (17 de septiembre de 2002). Germs: Biological Weapons and America's Secret War. Simon & Schuster. pp. Páginas 1–34: "The Attack". ISBN 0-684-87159-9.
- Thompson, Christopher M. (diciembre de 2006). The Bioterrorism Threat By Non-State Actors (PDF). Armada de los Estados Unidos. pp. Páginas 17-30: "The Rajneeshee Cult". Archivado desde el original el 29 de febrero de 2008. Consultado el 18 de marzo de 2008.
- Tucker, Jonathan B. (editor); Carus, Seth W. (2000). Toxic Terror: Assessing Terrorist Use of Chemical and Biological Weapons. MIT Press. pp. Páginas 115-138. ISBN 0-262-70071-9.
- Weaver, James (28 de febrero de 1985). «The Town That Was Poisoned» (PDF). Congressional Record (Washington D. C.: Oficina de Impresión del Gobierno de Estados Unidos) 131 (3-4): Páginas 4185-4189, 99th United States Congress, 1st Session. Archivado desde el original el 29 de febrero de 2008. Consultado el 18 March 2008.